# Pentidotea wosnesenskii
Pentidotea wosnesenskii là một loài chân đều trong họ Idoteidae, loài này sinh sống ở trên rong biển trên các bờ biển đá dọc theo British Columbia và tiểu bang Washington đến tận San Francisco.. Loài này được miêu tả khoa học năm 1851 bởi Brandt.. Nó có thể dài đến 40 milimét (1,6 in), thường có màu xanh lá cây nhưng màu sắc thích nghi theo môi trường. Nó thường được tìm thấy trốn dưới rong đá (Fucus gardnerii) ở khu vực thủy triều luân phiên.

## Hình ảnh

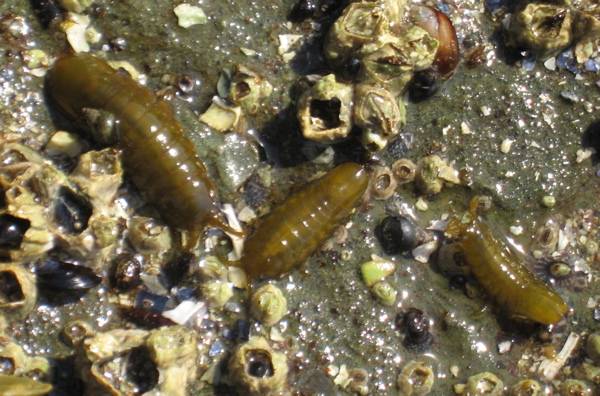